# Michael Craze
Michael Craze (Newquay, 29 novembre 1942 – Surrey, 7 dicembre 1998) è stato un attore britannico, noto per aver interpretato il ruolo di Ben Jackson nella serie televisiva Doctor Who.

## Filmografia parziale

### Cinema
- Two Left Feet, regia di Roy Ward Baker (1963)
- Né mare né sabbia (Neither the Sea Nor the Land), regia di Fred Burnley (1972)
- Satan's Slave, regia di Norman J. Warren (1976)
- Delirium House - La casa del delirio (Terror), regia di Norman J. Warren (1978)

### Televisione
- Dixon of Dock Green – serie TV, 4 episodi (1962-1966)
- Doctor Who – serie TV, 37 episodi (1966-1967)
- Two Women, regia di Gareth Davies – film TV (1973)